# Carlos Gorostriza
Carlos Gorostiza Rodríguez (7. června 1920, Palermo, Buenos Aires – 19. července 2016, Buenos Aires) byl argentinský dramaturg, spisovatel a režisér, bratr herečky Analia Gadé a představitel realismu.

## Životopis
Carlos Gorostiza Rodríguez pocházel z baskické rodiny. Narodil se v přístavní čtvrti Palerma, v Buenos Aires, v červnu 1920.
Již od svých teenagerských let začal psát hry pro loutkové divadlo. Jeho první publikace, která byla zveřejněna v roce 1943 s názvem Zakletý klíč, obsahuje několik těchto malých děl.
V těch letech nastoupil jako herec v nezávislém divadle La Máscara v Buenos Aires. V roce 1949 debutoval s jeho prvním dramatickým dílem El puente, který také režíroval. Tato dílo shledalo výjimečný úspěch. Díky tomu je Rodríguez považován za iniciátora moderního argentinského divadla.
V následujících letech mělo premiéru několik jeho děl. V roce 1958 produkoval svojí druhou úspěšnou hru s názvem Chléb šílenství, která vyhrála několik cen.
V roce 1960 byl pozván výjimečnou herečkou Juana Sujo na adresu v Caracasu kde stálo první divadlo ve Venezuele – "Los Caobos" – a připojit se jako profesor na Národní Škole Dramatického Umění Venezuely. Tam představil několik her: Chléb šílenství; Volpone, Ben Johson , Šest znaků při hledání autora; Pirandello; Inspektor z Priestley, a další.
Zpátky ve své zemi, po nepřítomnosti dvou let, byl začleněn jako profesor na Národní Škole Scénického Umění v Buenos Aires, která byla odstraněna v roce 1976 vojenskou diktaturou, která vládla Argentině v průběhu let 1976–1983. Před tím měl v roce 1962 premiéru děl Ti ostatní a Celá jedna historie, obě byla oceněna Martínem Fierrem. V divadle San Telmo režíroval další hru Žháři od Maxe Frische. Byl ředitelem v tomto divadle až do roku 1970, kdy požár změnil v popel divadlo San Telmo. Během tohoto období, v roce 1966, byl pozván, aby vedl semináře na různých univerzitách ve Spojených státech a tam představil svou práci Sousedé na Universitě v Indianě. Kromě toho, v roce 1970, režíroval v Ciudad de México tuto a další díla po dobu několika měsíců.
Během posledních let vojenské diktatury byla jeho práce zakázána, stejně jako práce mnohých demokratických umělců a spisovatelů. V roce 1981 to je jeden z hlavních propagátorů "Teatro Abierto", hnutí kulturního odporu, vytvořeného divadelníky zakázanými diktaturou a které vyvolalo zájem lidu. V roce 1984 byl jmenován ministrem kultury v první demokratické vládě, v čele s Raúlem Alfonsínem.
V roce 1986 odchází z úřadu a zcela se věnuje psaní úspěšných románů a divadelních her. Podílel se na dokumentárním filmu Uzavřená země, otevřené divadlo , uvedeného v roce 1990. Jeho poslední výtvory byly uvedeny v roce 2011: Let do Capistrana a Vzduch řeky.
V roce 2012 vydal O válkách a láskách – 1940–1945, soubor básní z jeho raného mládí.
Carlos Gorostiza zemřel v Buenos Aires 19. července roku 2016 ve věku 96 let.

## Ocenění a vyznamenání
- Národní ocenění za divadlo – 1967 – za Sousedé
- Národní ocenění za novelu – 1978 – za Temné místnosti
- Obecné ocenění za divadlo – 1959 – za Chléb šílenství
- Obecné ocenění za novelu – 1976 – za Temné místnosti
- Stříbrná cena nadace Konex – 1984 – kategorie Divadlo
- Světové ocenění za novelu – 1999 – za Létající holubice
- Navíc mnoho dalších ocenění udělených kulturními organizacemi.

### Speciální ocenění
- Cenu Konex – Zvláštní uznání za Cestu (2014)
- Pověřený Člen čestné Asociace Autorů Divadla Španělska. (2005)
- "Commandeur De LOrdre des Arts et des Lettres" udělené vládou Francie. (1988)
- "Ocenění zásluh za spolupráci s venezuelským divadlem," udělené vládou Venezuely. (1982)

## Díla
- Zakletý klíč, práce pro loutky, 1943
- Most, který měl premiéru v Divadle Maska Buenos Aires v roce 1949. Viz také: Most (film, 1950).
- Chléb šílenství, drama, premiéra z roku 1958
- Sousedé, divadlo, premiéra 1966
- Co budeme hrát? premiéra 1968
- Místo, divadlo, světová premiéra v roce 1970
- Temné místnosti, román, 1976
- Bratři milí, divadlo, světová premiéra 1978
- Doprovod, divadlo, světová premiéra 1981. Viz také: Doprovod, film založený na práci Gorostiza.
- Přítomná těla, příběhy, 1981.
- Zabít čas, divadlo, světová premiéra v roce 1982
- Tam je to, že uhasit oheň, divadlo, světová premiéra v roce 1982
- Stránky Carlose Gorostizy, 1984, redakční Gedisa
- Skládky, krátký román, 1988, redakční Sudamericana
- Letadla, divadlo, světová premiéra 1990
- Divadlo 1, výběr zveřejněna v roce 1991 Ediciones de La Flor, zahrnuje díla Letadla, Červený frak, Tati, Je třeba uhasit oheň a Doprovod
- Divadlo 2, výběr v roce 1992 zveřejnil Ediciones de La Flor, zahrnuje díla Zabíjení času, bratři milí, Juana a Pedro, Pět smyslů kapitál a místo
- Divadlo 3, výběr v roce 1992 zveřejnil Ediciones de La Flor, zahrnuje díla , Co budeme hrát?, Sousedé, Chléb šílenství, Případ muže s černou taškou, a Most
- Na dvorku je měl premiéru v Buenos Aires v roce 1994 a vydával stejný rok Džbán Vydavatelů
- Divadelní 4, 1996, zahrnuje Zadní dvorek
- Divadelní 5, 1998, zahrnuje Další role, Za účelem času a Dvojitá historie lásky
- Létají holubice, román, 1999
- Dobří lidé, román, 2001
- Maskovaný tulák, vzpomínky, 2004
- Neklidná země,  román, 2008

### Beletrie
Romány
- "Tmavé Místnosti" – 1976
- "Přítomná těla" – 1981
- "Skládky"– 1988
- "Dobří lidé" – 2001
- "Neklidná země" – 2008

Vzpomínky
- "Stránky Carlose Gorostizy" (výběr 
Editorial Gedisa) – 1984
- "Maskovaný tulák" – (autobiografie) 2004
- "O válkách a láskách" – 2012 – (básně z mládí a jiné spisy)

### Film
- Most – Script (1950)
- Marta Ferrari – Script (l956)
- Doprovod – Film založený na práci CG – (1991)
- Uzavřená země, Otevřené Divadlo (jako rozhovor) – (1990)